# Prosimulium dicentum
Prosimulium dicentum är en tvåvingeart som beskrevs av Dyar och Shannon 1927. Prosimulium dicentum ingår i släktet Prosimulium och familjen knott. Inga underarter finns listade i Catalogue of Life.